# 马利亚科斯湾

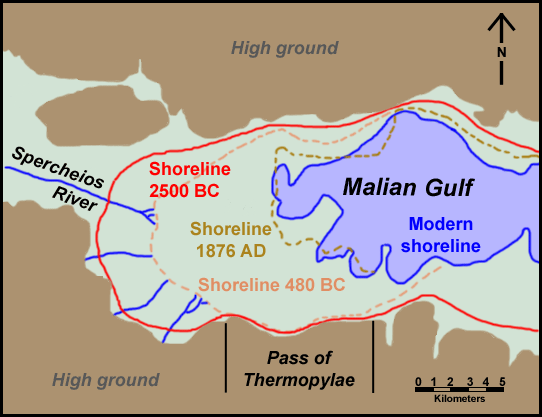
马利亚科斯湾海岸線的變遷

马利亚科斯湾（希臘語：Μαλιακός κόλπος）是希臘的海灣，位於希臘中部，深入弗西奧蒂斯。希臘的第二大島埃维亚岛位於马利亚科斯湾的東方。
波希戰爭時著名的溫泉關戰役的戰場溫泉關（Thermopylae），即位於马利亚科斯湾的南岸。